# Govenia latifolia
Govenia latifolia là một loài thực vật có hoa trong họ Lan. Loài này được (Kunth) Garay & G.A.Romero mô tả khoa học đầu tiên năm 1999.